# 90210
90210 is een Amerikaanse tienergeoriënteerde soapserie. Het is een spin-off van Beverly Hills, 90210 en ging in de Verenigde Staten op 2 september 2008 in première op het televisienetwerk The CW. In Nederland ging de serie op 2 januari 2009 van start op Net5. Sinds 2009 zond VIJFtv (later VIJF) de serie in België uit. Na vijf seizoenen stopte de serie in mei 2013.

## Geschiedenis

### Voorgeschiedenis en casting
Op 13 maart 2008 werd op internet aangekondigd dat The CW Television Network bezig is met een spin-off op de succesvolle tienerdrama Beverly Hills, 90210, die liep van 1990 tot en met 2000. Hierbij werd ook vermeld dat Rob Thomas, de bedenker van Veronica Mars, de pilotaflevering zou schrijven en dat Darren Star, de maker van Beverly Hills, 90210, niet betrokken zou zijn bij het project. Columnist Kristin Dos Santos vertelde even later ook op haar blog dat het geen remake zou worden, maar een geïnspireerde versie met compleet nieuwe personages.
Al vanaf het begin aan toonde Beverly Hills, 90210-actrice Tori Spelling interesse in het project. Op 19 maart 2008 werd al aangekondigd dat er al acteurs werden gecast voordat een script werd geschreven. Ook werd toen al omgeroepen dat het zal gaan over de familie Mills (de achternaam werd later veranderd in Wilson). Op 31 maart 2008 werd Dustin Milligan als Ethan Ward als eerste castlid aangekondigd. Deze werd gevolgd door AnnaLynne McCord op 15 april 2008. In deze periode werden er ook geruchten gespreid over Hilary Duff, die gecast zou zijn in de vrouwelijke hoofdrol van Annie Mills. Dit ontkende ze echter. Op dezelfde dag werd Degrassi: The Next Generation-actrice Shenae Grimes al aangekondigd als de actrice die Annie Mills zal spelen. Ook werd verteld dat Lori Loughlin haar moeder zou spelen. Jessica Walter werd op 29 april 2008 aangekondigd als Tabitha Mills, Annies oma.
Volgende castleden volgden al snel. Jessica Stroups participatie werd bevestigd op 30 april 2008, Tristan Wilds en Michael Steger op 2 mei 2008. Op 10 mei 2008 werd bevestigd dat Jennie Garth zou terugkeren als Kelly Taylor in de serie. Eerder verliet ze een pilotaflevering voor een sitcom toen werd vermeld dat de spin-off gemaakt zou worden. Ook werd Rob Estes op 19 mei 2008 aangekondigd. Op dezelfde dag werd ook bekendgemaakt dat Tori Spelling ook een terugkeer zal maken.
In juli 2008 werd bekendgemaakt dat actrice Shannen Doherty ook een terugkeer zou maken. Dit zorgde voor veel positieve reacties van fans. Het personage dat Doherty speelde, die van Brenda Walsh, was tijdens de loop van Beverly Hills, 90210 een geliefde verschijning. Doherty verliet de serie echter in 1994 na onenigheden met enkele castleden. Al snel werd zorgen gemaakt dat er opnieuw gekibbel zou ontstaan tussen Doherty en Garth. Hoewel Garth vertelde geen problemen te hebben met de samenwerking met Doherty, meldden binnenstaanders dat de actrice nerveus was met de komst van haar. Bronnen vertelden dat Doherty zich vanaf het begin af aan onvolwassen gedroeg op de set en de concurrentie tussen de twee actrices groot is. Doherty zou er alles aan doen om Garth in alle aspecten te overtroeven. Zelf meldden de actrices echter dat er deze keer geen sprake was van enige conflicten en zelf het verleden met elkaar achter zich te hebben gelegd.
Op 11 augustus 2008 kondigde Spelling aan zich terug te trekken van 90210. Geruchten voor de motivatie hiervan waren dat Spelling een aanzienlijk lager salaris zou krijgen dan die van Doherty en Garth. Ook werd er gedacht dat Spelling zich terugtrok omdat Doherty aan de terugkerende cast werd toegevoegd. Ze kregen eerder dat jaar ruzie, omdat Spelling in haar autobiografie had geschreven dat Doherty en Garth elkaar letterlijk in de haren vlogen op de set van Beverly Hills, 90210. Nog dezelfde dag werd onthuld dat acteur Jason Priestley heeft besloten terug te keren als Brandon Walsh. Een maand eerder weigerde hij nog een aanbod om een terugkeer te maken en legde toen uit dat zijn personage zijn gloriedagen wel gehad heeft.

## Verhaal
90210 kijkt door de ogen van tiener Annie Wilson (Shenae Grimes) en haar geadopteerde broer Dixon (Tristan Wilds). Wanneer de familie Wilson van Kansas naar Beverly Hills verhuist, beleven de tieners een cultuurshock wanneer ze op West Beverly Hills High School arriveren. De familie is in eerste instantie naar Beverly Hills verhuisd om een oogje te houden op de alcoholistische grootmoeder Tabitha Wilson (Jessica Walter), die ooit een bekende televisiester was maar nu regelmatig in een afkickkliniek genaamd Betty Ford Clinic te vinden is.
Voor Annie en Dixon wordt het leven nog gecompliceerder wanneer hun vader Harry (Rob Estes) de baan als directeur op school besluit aan te nemen. Ondanks dit weten broer en zus zich toch te mengen in een vriendengroep, waaronder de rijke en verwende Naomi (AnnaLynne McCord), de populaire Ethan (Dustin Milligan), de ambitieuze Navid (Michael Steger) en de rebelse Silver (Jessica Stroup). Enkele medewerkers op school die ook gevolgd worden, zijn leraar Ryan Matthews (Ryan Eggold) en decaan Kelly Taylor (Jennie Garth).

## Rolbezetting

### Hoofdpersonages
| Acteur           | Personage            | Periode   | Opmerkingen                                      |
| ---------------- | -------------------- | --------- | ------------------------------------------------ |
| Rob Estes        | Harry Wilson         | 2008-2010 | Seizoen 1-2                                      |
| Shenae Grimes    | Annie Wilson         | 2008-2013 |                                                  |
| Tristan Wilds    | Dixon Wilson         | 2008-2013 |                                                  |
| AnnaLynne McCord | Naomi Clark          | 2008-2013 |                                                  |
| Dustin Milligan  | Ethan Ward           | 2008-2009 | Seizoen 1                                        |
| Ryan Eggold      | Ryan Matthews        | 2008-2011 | Seizoen 1-3                                      |
| Jessica Stroup   | Erin Silver          | 2008-2013 |                                                  |
| Michael Steger   | Navid Shirazi        | 2008-2013 |                                                  |
| Jessica Lowndes  | Adrianna Tate-Duncan | 2008-2013 | terugkomende gastrol seizoen 1; Aflevering 1-13  |
| Matt Lanter      | Liam Court           | 2009-2013 | terugkomende gastrol seizoen 1                   |
| Trevor Donovan   | Teddy Montgomery     | 2009-2011 | Seizoen 3; terugkomende gastrol seizoen 2 & 4, 5 |
| Gillian Zinser   | Ivy Sullivan         | 2009-2012 | Seizoen 3-4; terugkomende gastrol seizoen 2      |
| Lori Loughlin    | Debbie Wilson        | 2008-2011 | Seizoen 1-3; gastrol seizoen 5                   |
| Jessica Walter   | Tabitha Wilson       | 2008-2009 | Seizoen 1; Aflevering 1–13                       |

### Terugkerende personages
| Acteur                | Personage     | Periode   | Seizoen(en) | Opmerkingen               |
| --------------------- | ------------- | --------- | ----------- | ------------------------- |
| Jennie Garth          | Kelly Taylor  | 2008-2010 | 1-2         | Speciale gastverschijning |
| Shannen Doherty       | Brenda Walsh  | 2008-2009 | 1           | Speciale gastverschijning |
| Ann Gillespie         | Jackie Taylor | 2008-2009 | 1-2         |                           |
| Christina Moore       | Tracy Clark   | 2008      | 1           |                           |
| James Patrick Stewart | Charles Clark | 2008-2009 | 1           |                           |
| Adam Gregory          | Ty Collins    | 2008-2009 | 1           |                           |
| Sara Foster           | Jen Clark     | 2009-2013 | 1-2         |                           |
| Rumer Willis          | Gia Mannetti  | 2009-2013 | 2           |                           |
| Zachary Ray Sherman   | Jasper Herman | 2009-2010 | 2           |                           |

## Kijkcijfers
De volgende tabel geeft een overzicht van de kijkcijfers van de aflevering toen deze voor het eerst werd uitgezonden in Nederland.
| Aflevering                  | Uitzenddatum   | Aantal kijkers | Kijkdichtheid | Marktaandeel |
| --------------------------- | -------------- | -------------- | ------------- | ------------ |
| We're Not in Kansas Anymore | 2 januari 2009 | 430.000        | 2.9           | 5.8          |
| The Jet Set                 | 9 januari 2009 | 352.000        | 2.1           | 4.5          |
| Rats and Heroes             | 25 april 2010  | 81.000         | 0.5           | 2.4          |
| Girl Fight                  | 2 mei 2010     | 79.000         | 0.5           | 1.9          |

## Internationale uitzendingen
| Land                | Eerste uitzending     | Kanaal                        |
| ------------------- | --------------------- | ----------------------------- |
| Afghanistan         | 4 november 2008       | STAR World                    |
| Argentinië          | 5 november 2008       | Sony Entertainment Television |
| Australië           | 8 september 2008      | Network Ten                   |
| België              | 2009/5 september 2012 | VIJFtv/VIJF                   |
| Brazilië            | 5 november 2008       | Sony Entertainment Television |
| Canada              | 2 september 2008      | Global, CJON-TV               |
| Duitsland           | 18 april 2009         | ProSiebenSat.1 Media          |
| Filipijnen          | 4 november 2008       | STAR World                    |
| Hongkong            | 4 november 2008       | STAR World                    |
| Ierland             | 6 november 2008       | RTÉ Two                       |
| India               | 4 november 2008       | STAR World                    |
| Indonesië           | 4 november 2008       | STAR World                    |
| Italië              | 2009                  | Rai Due                       |
| Maleisië            | 4 november 2008       | STAR World                    |
| Mexico              | november 2008         | Sony Entertainment Television |
| Nederland           | 2 januari 2009        | Net5                          |
| Nieuw-Zeeland       | 15 oktober 2008       | TV3                           |
| Oostenrijk          | 25 april 2009         | ORF                           |
| Papoea-Nieuw-Guinea | 4 november 2008       | STAR World                    |
| Singapore           | 4 november 2008       | STAR World                    |
| Spanje              | 17 mei 2009           | Tele 5                        |
| Thailand            | 4 november 2008       | STAR World                    |
| Verenigde Staten    | 2 september 2008      | The CW                        |
| Vietnam             | 4 november 2008       | STAR World                    |
| Zweden              | 22 oktober 2008       | TV 400                        |

## Fotogalerij

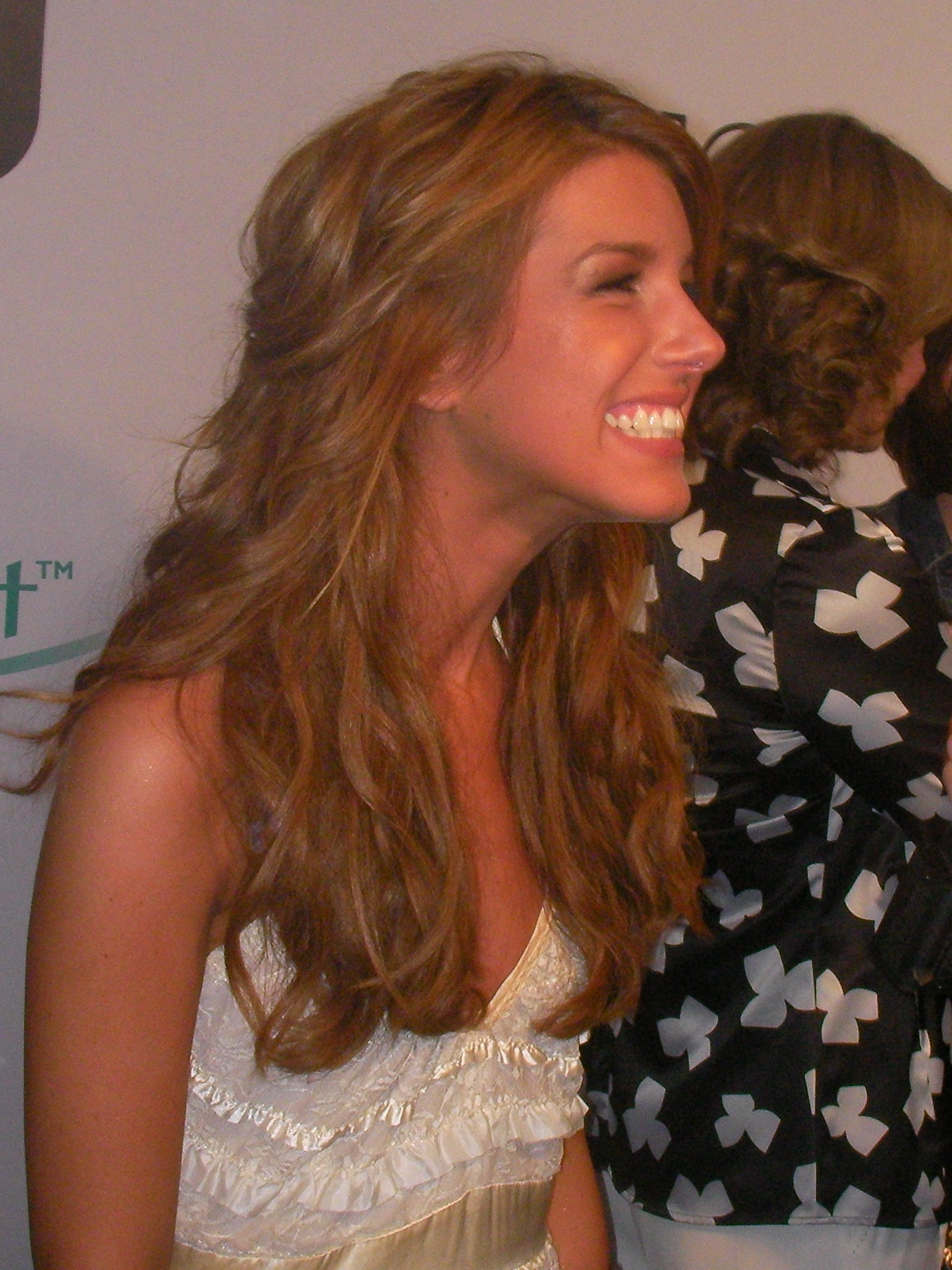
Shenae Grimes op het premièrefeest van 90210 op 23 augustus 2008
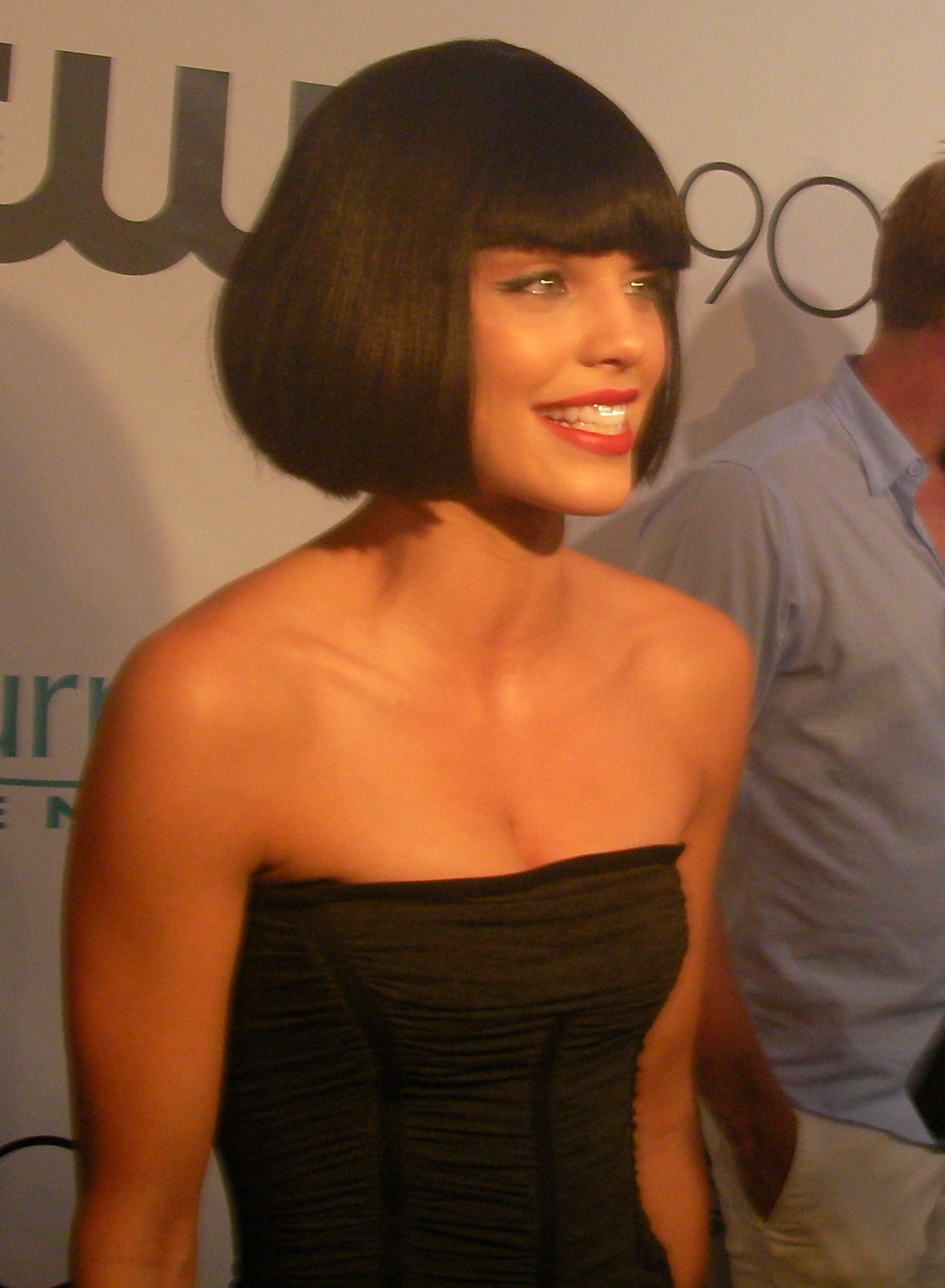
AnnaLynne McCord op het premièrefeest van 90210 op 23 augustus 2008
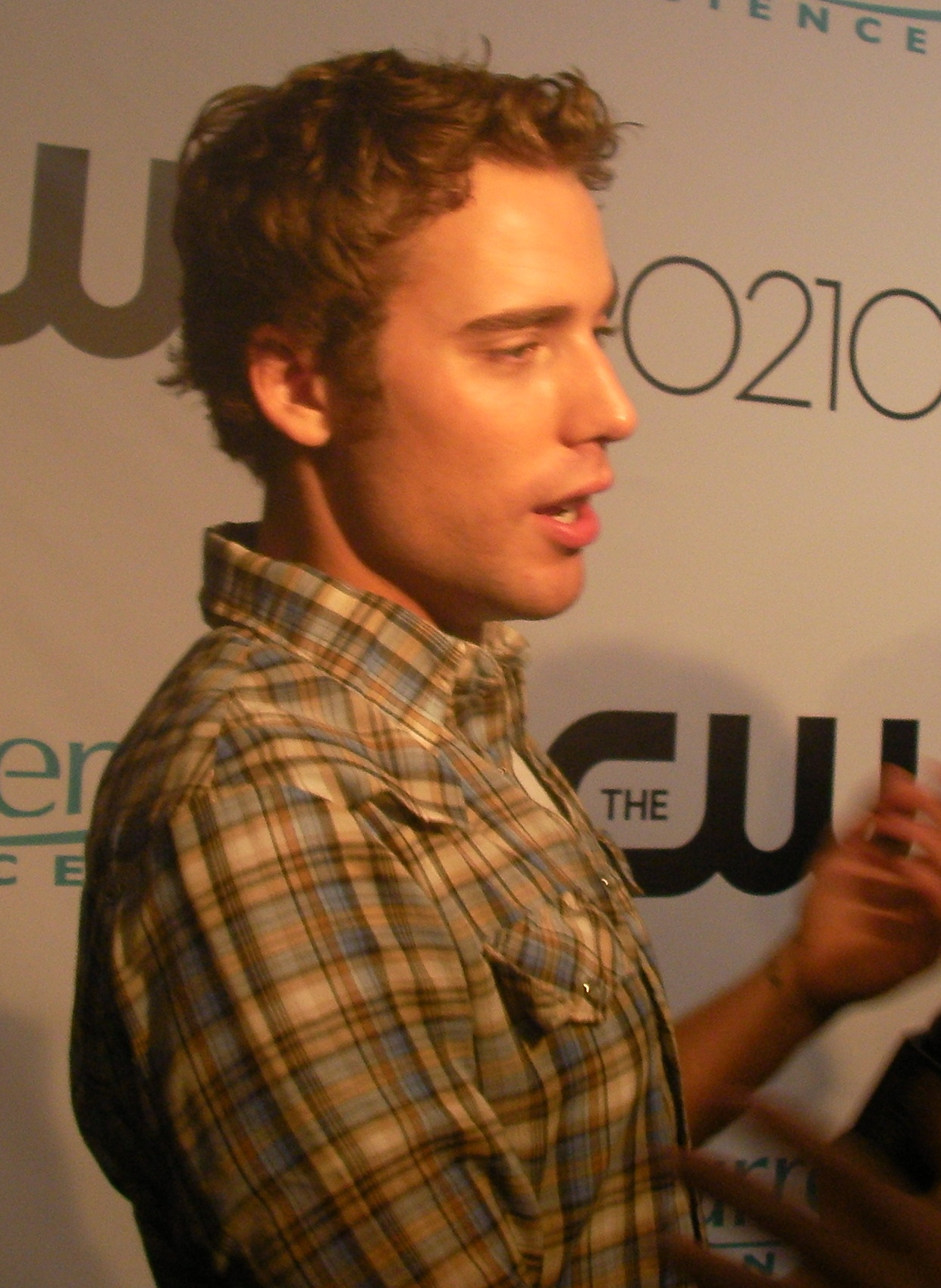
Dustin Milligan op het premièrefeest van 90210 op 23 augustus 2008
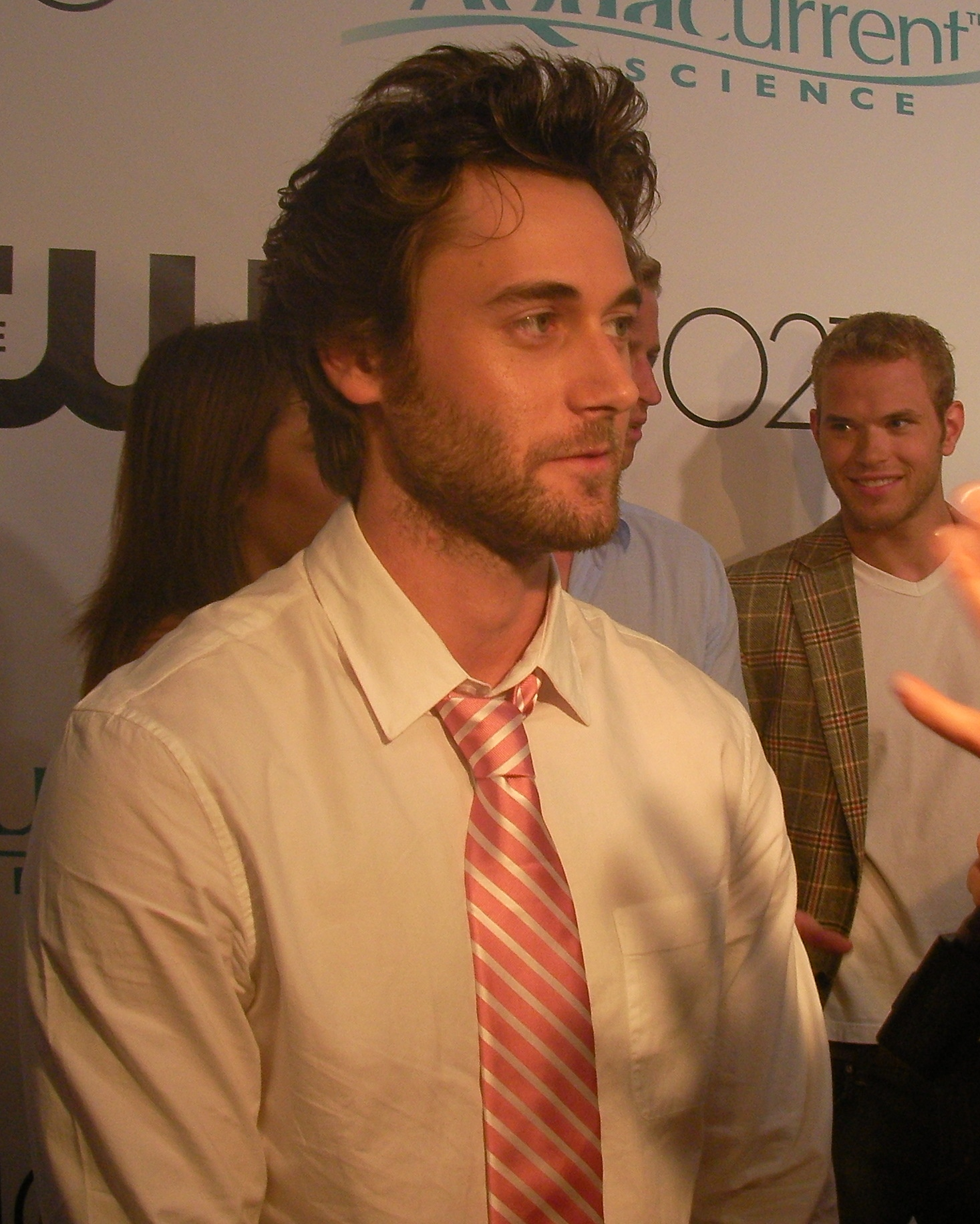
Ryan Eggold op het premièrefeest van 90210 op 23 augustus 2008
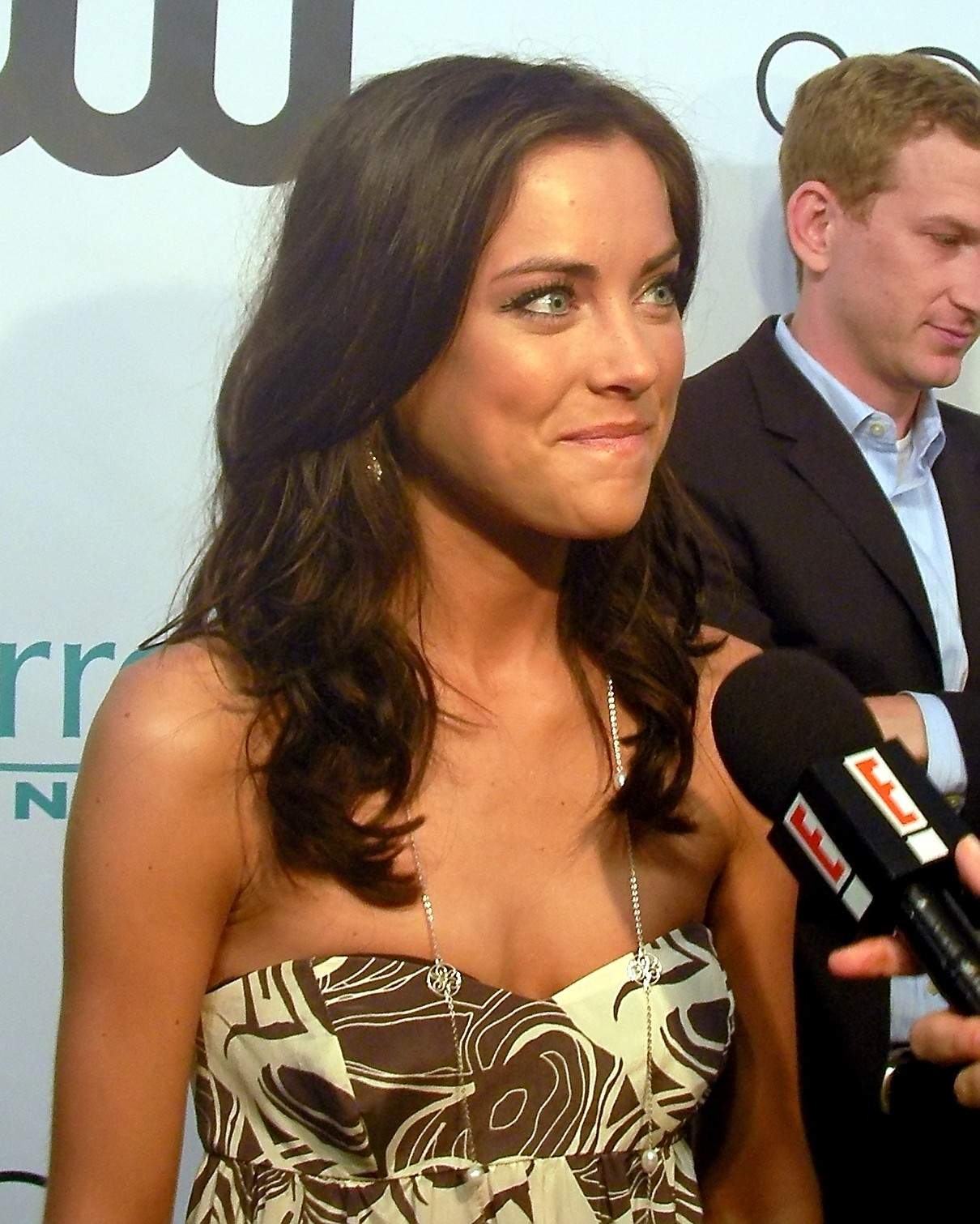
Jessica Stroup op het premièrefeest van 90210 op 23 augustus 2008
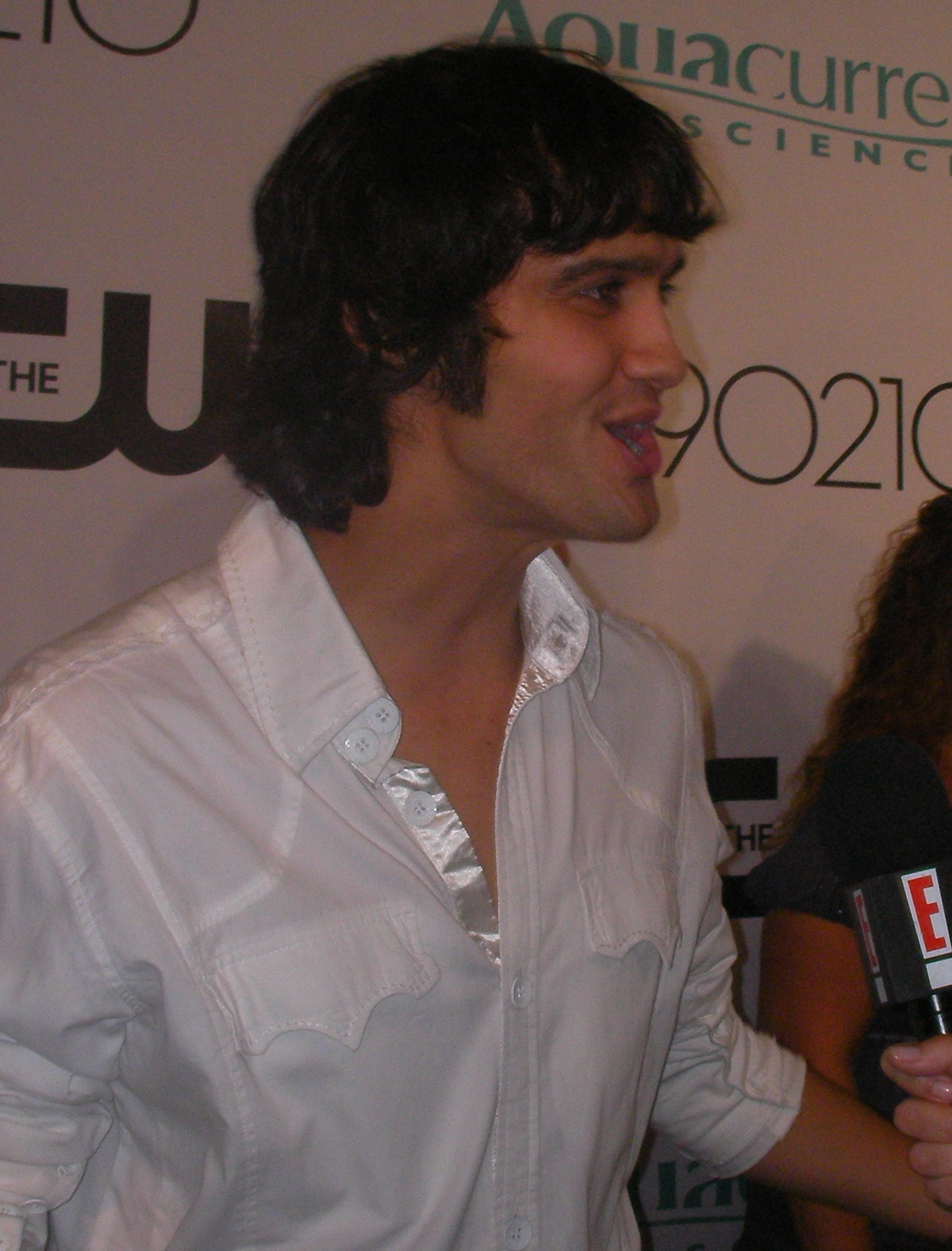
Michael Steger op het premièrefeest van 90210 op 23 augustus 2008
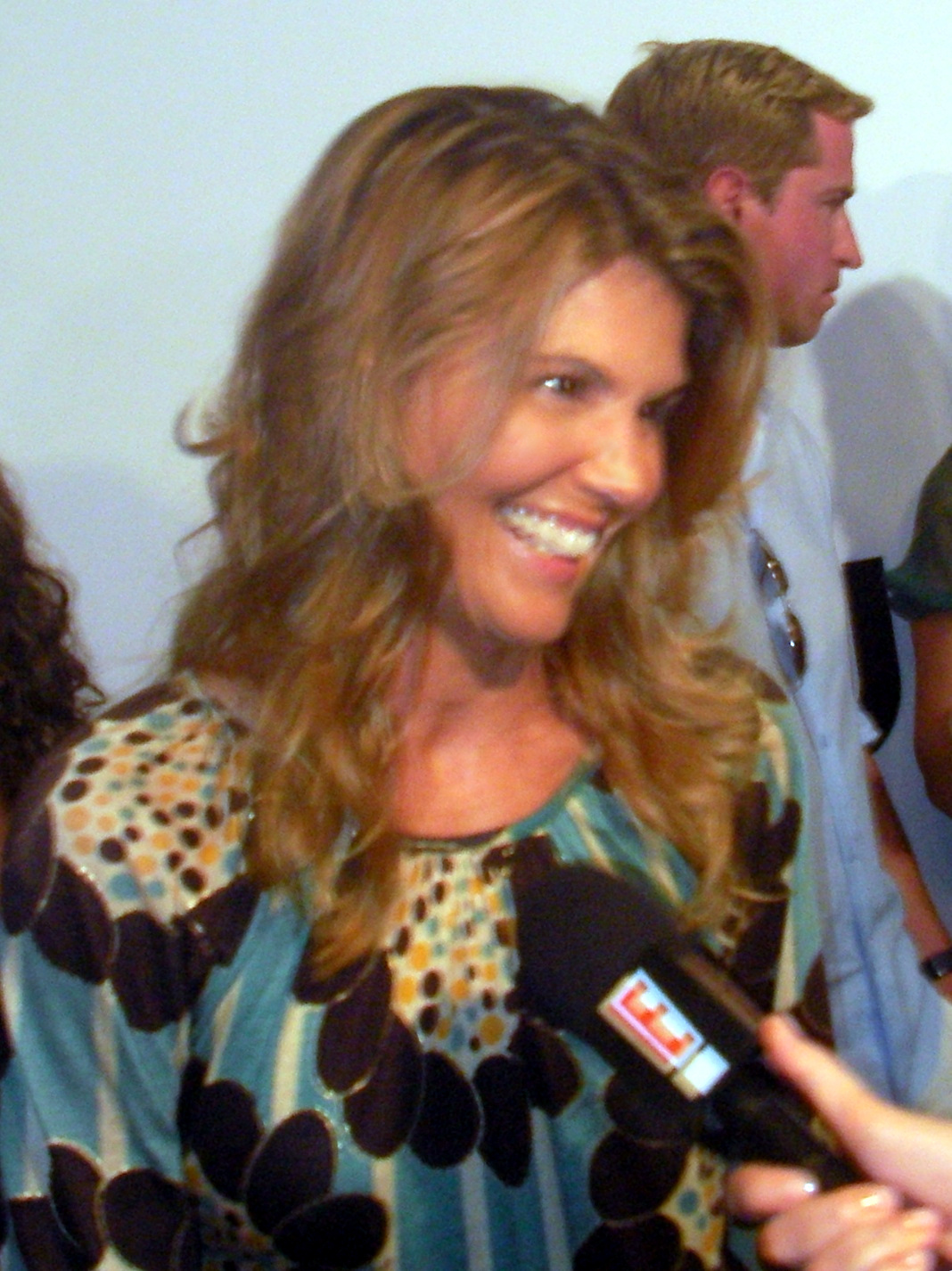
Lori Loughlin op het premièrefeest van 90210 op 23 augustus 2008
Jessica Walter op het premièrefeest van 90210 op 23 augustus 2008
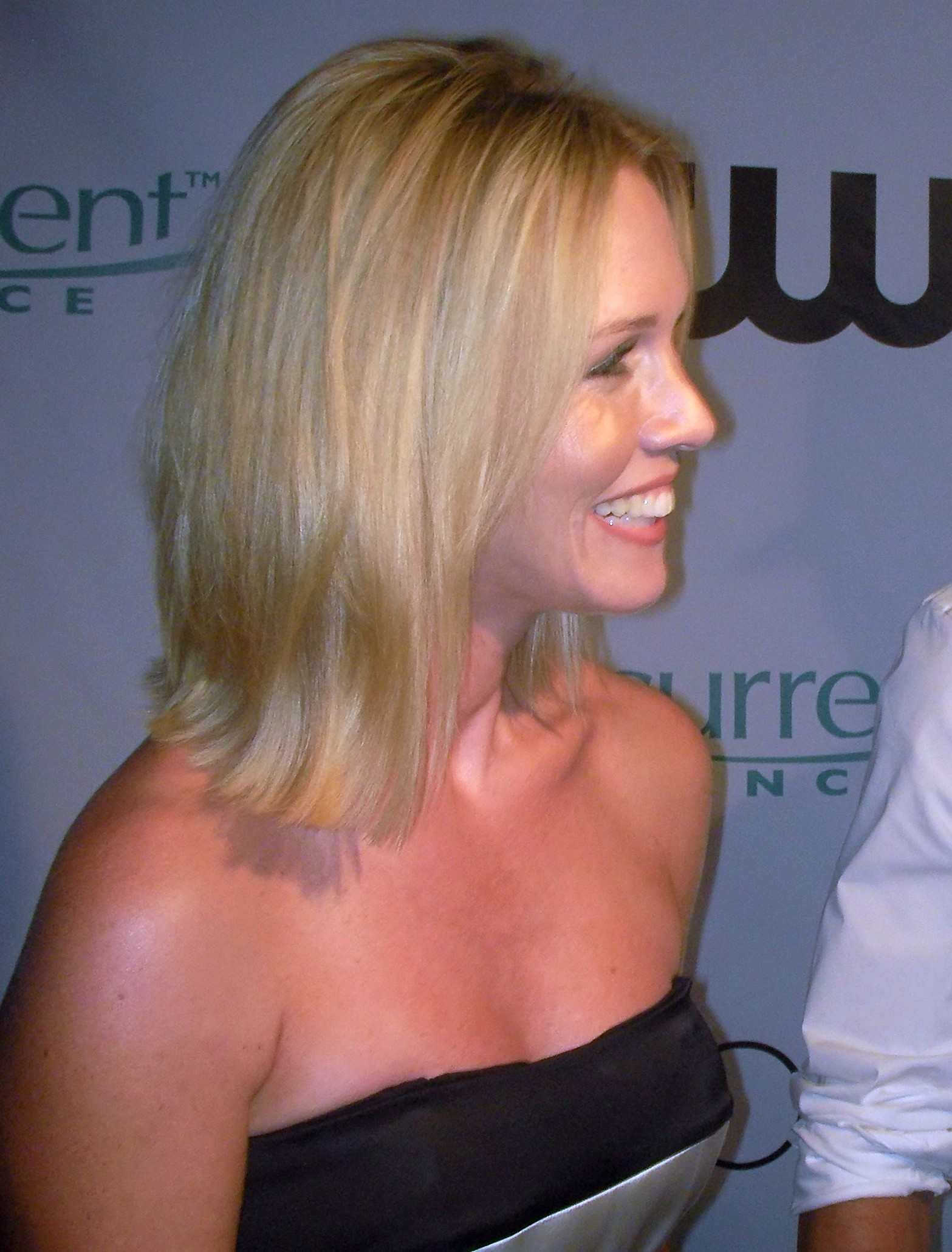
Jennie Garth op het premièrefeest van 90210 op 23 augustus 2008
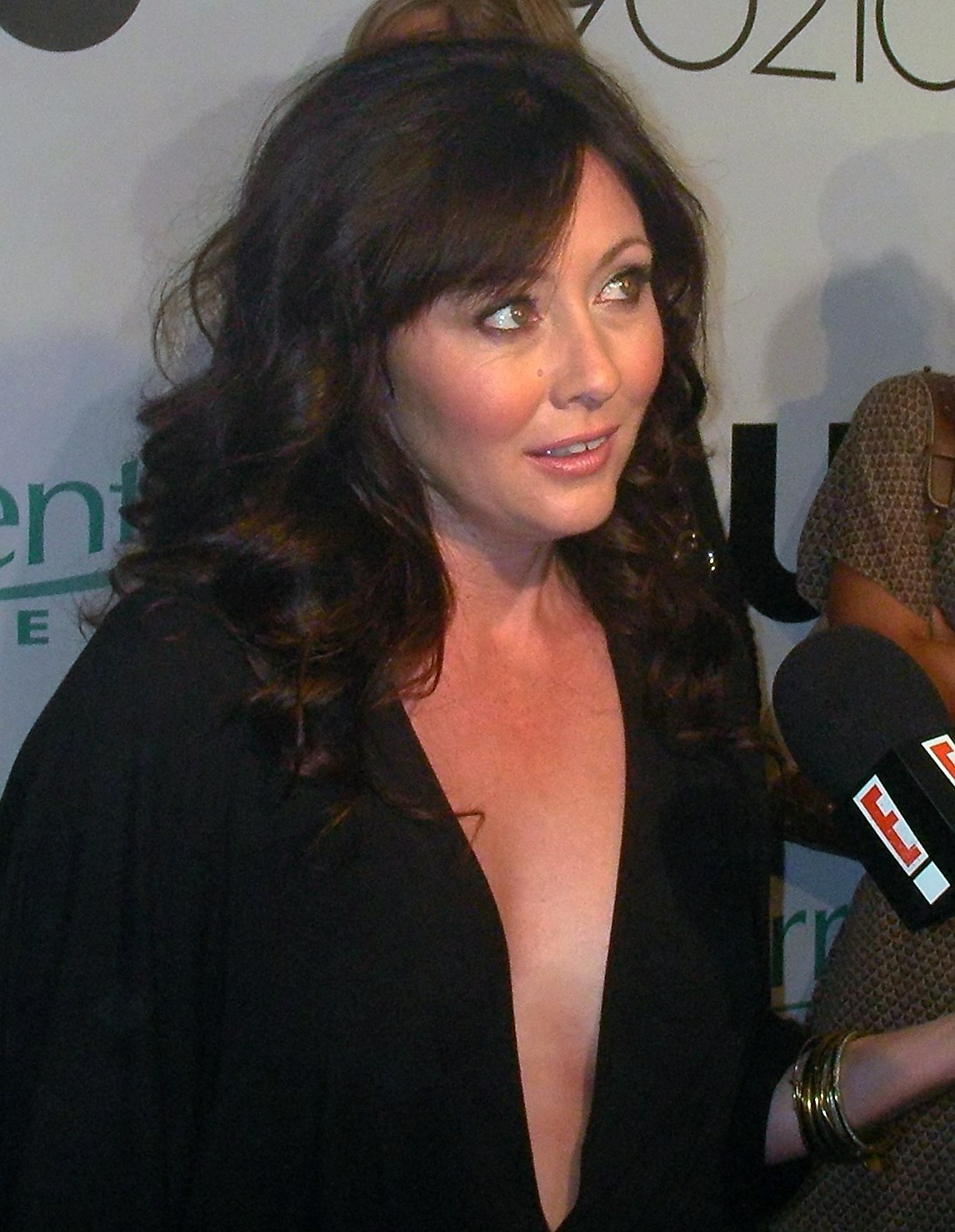
Shannen Doherty op het premièrefeest van 90210 op 23 augustus 2008
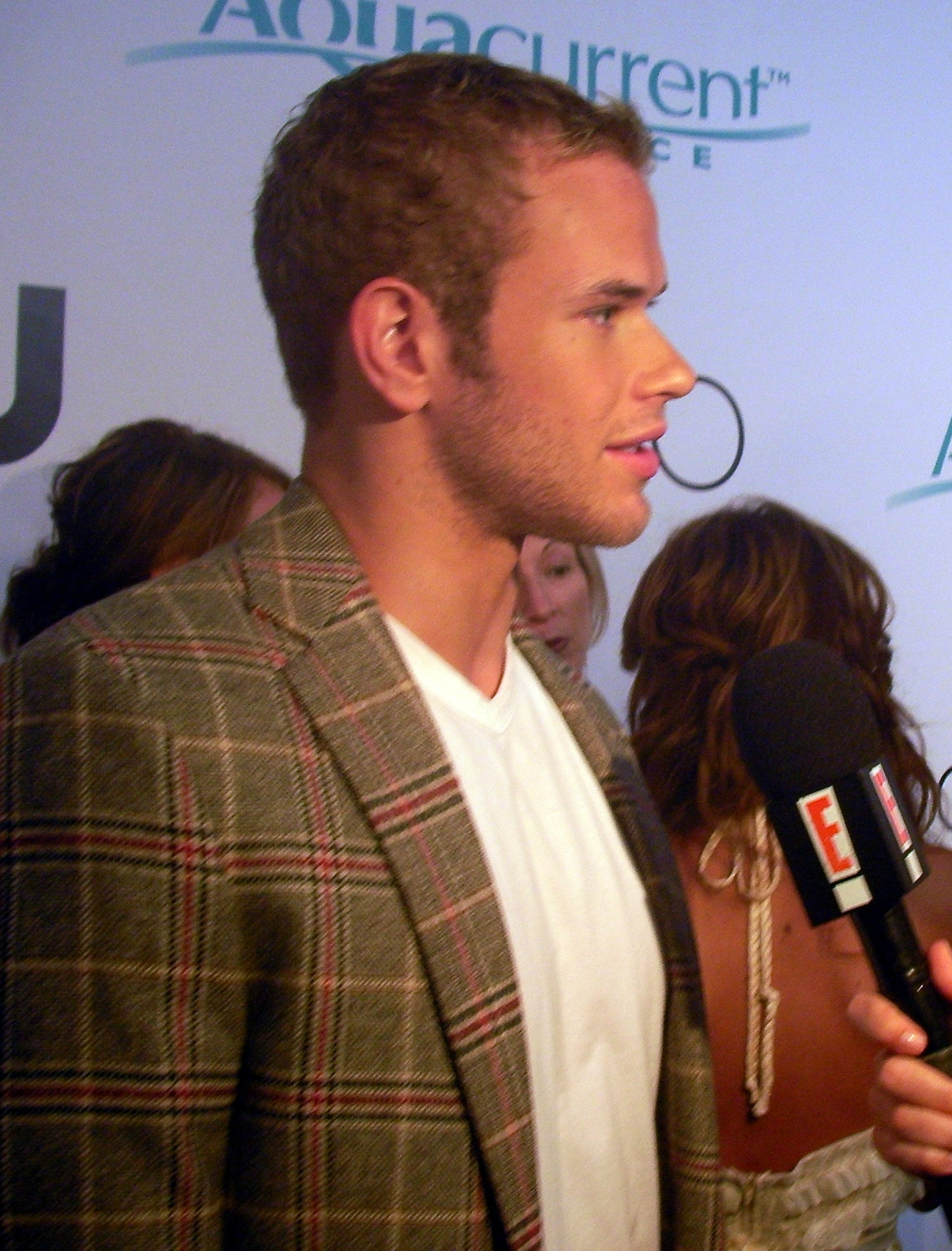
Kellan Lutz op het premièrefeest van 90210 op 23 augustus 2008